# Frank McGuire
Frank McGuire, né le 8 novembre 1913, à New York, dans l'État de New York et mort le 11 octobre 1994, à Columbia, en Caroline du Sud, est un ancien joueur et entraîneur américain de basket-ball. Il est intronisé au Basketball Hall of Fame en 1977 et au National Collegiate Basketball Hall of Fame en 2006.

## Palmarès
- Champion NCAA 1957